# NGC 321
NGC 321 là một thiên hà xoắn ốc có rào chắn nằm trong chòm sao Kình Ngư. Nó được phát hiện vào ngày 27 tháng 9 năm 1864 bởi nhà thiên văn học người Đức Albert Marth. Đó là vị trí của hành tinh Eminiar VII trong loạt phim gốc Star Trek " A Taste of Armageddon " (nơi nó được xác định không chính xác là cụm sao).